# Aeroporto di Casarsa
L'Aeroporto Francesco Baracca (ICAO: LIDK) è un aeroporto militare italiano del Friuli-Venezia Giulia situato a Casarsa della Delizia in provincia di Pordenone.

## Storia
Costruito nel 1915 come struttura per ospitare i dirigibili, dal 1976 è sede del 5º Reggimento AVES "Rigel" dell'Aviazione dell'Esercito.